# V517 Возничего
V517 Возничего (лат. V517 Aurigae) — одиночная переменная звезда в созвездии Возничего на расстоянии (вычисленном из значения параллакса) приблизительно 3800 световых лет (около 1165 парсеков) от Солнца. Видимая звёздная величина звезды — от +11,6m до +10,6m.

## Характеристики
V517 Возничего — красная пульсирующая полуправильная переменная звезда (SR) спектрального класса M9. Эффективная температура — около 3286 K.